# Antonio Montañésa Chiquera i 64 towarzyszy
Antonio Montañésa Chiquera i 64 towarzyszy (ur. 1853–1912, zm. 1936–1937) – grupa sześćdziesięciu pięciu męczenników zamordowanych w podczas wojny domowej w Hiszpanii, która rozpoczęła się w lipcu 1936 roku.
W gronie męczenników jest 54 księży, 9 mężczyzn świeckich i jednej kobiety, którzy zginęli w latach 1936–1937.
Na poniższej liście zostali oni pogrupowani według miejsca śmierci.

### Grupa 1A (Arroyo de la Parras)
- Antonio Montañés Chiquero , urodzony 17 czerwca 1870 r. w Alcalá la Real, święcenia kapłańskie przyjął 27 maja 1893 r., był pierwszym wikariuszem parafii w Castillo de Locubín, a następnie kolejno proboszczem w Las Riveras, Charilla, Villacarillo i wreszcie w Santa María w Alcalá la Real. Zginął 12 września 1936 r.

- Manuel Contreras Villén , asystent św. Dominika z Silosów, w Alcalá la Real (1891-1936).

- José Pancorbo Gutiérrez , proboszcz parafii San Domenico de Silos w Alcalá la Real (1895-1936).

- José Peña Pinto , zastępca proboszcza parafii San Domenico de Silos w Alcalá la Real (1907-1936).

### Grupa 1 B (Alcalá la Real-Alcaudete)
- Joaquín Muñoz Maestre-Aranda , ksiądz diecezjalny, odpowiedzialny za kościół filialny Santa Ana (1865-1936).

- José Sánchez Alabarces , spowiednik Sióstr Klarysek i Tercjarek Franciszkańskich z Alcalá la Real (1871-1936).

- Manuel Heredia Gascón , wikariusz parafii Santa Maria in Alcaudete (1901-1936).

- Justo Gómez Mudarra , laik, chórmistrz w parafii Frailes (1884-1936).

- Edoardo Infante del Castillo , świecki, przewodniczący Młodzieży Akcji Katolickiej w Martos (1916-1936).

### Grupa 2 (Andújar)
- Ildefonso Galán Cruz , proboszcz parafii San Bartolome w Andújar (1873-1936).

- Ildefonso Vacchiano Vargas , proboszcz parafii Villanueva de la Reina (1895-1937).

- Agustín González de Lara , kapelan klasztoru sióstr kapucynek w Andújar (1871-1936).

- Antonio Romeu Collado , wikariusz parafii San Bartolomeo w Andújar (1882-1936).

- Juan Manuel Solás López , laik, zwolennik adoracji nocnej (1885-1936).

- Francisco Javier Bellido , ksiądz diecezjalny, ekonom parafii San Miguel w Andújar (1882-1936).

- José Bellido Aragón , kapelan szpitala w Andújar (1867-1936).

- José Manuel de Lemus Garzón , kapelan klasztoru Minimów w Andújar (1867-1936).

- Manuel Ramírez González , koadiutor Santa María w Andújar (1902-1936).

- Pedro Solís Rodríguez , proboszcz parafii Santa María Maggiore w Andújar (1886-1936).

- José Antonio García Navarro , rektor Sanktuarium Matki Bożej Głowy w Andújar (1878-1936).

- Manuel Medina de La Torre , koadiutor San Miguel w Andújar (1880-1936).

- Juan de Dios Manjón Lombardo , koadiutor św. Michała w Andújar (1875-1936)

### Grupa 3 (Arjona)
- Juan Barat Barberán , zastępca proboszcza parafii San Giuseppe Battista w Arjona (1878-1936).

- Cristóbal Segovia Valero , kapłan obsługujący parafię San Giovanni in Arjona (1866-1936).

- Manuel Casado Garrido , ksiądz (1909-1936).

### Grupa 4 (Marmolejo)
- Francisco de Paula Aranda Cabrera , proboszcz parafii Matki Bożej Pokoju w Marmolejo (1871-1936).

- Bernabé Toribio , laik († 1936)

- Julián Castilla Casado , spowiednik Sióstr Krzyżaków w Arjonie (1870-1936).

- Francisco Morales Vera , proboszcz parafii Matki Bożej Wcielenia w Arjonilla (1900-1936).

### Grupa 5 (Villanueva del Arzobispo)
- Leandro Bago Bueno , arcykapłan Villacarrilo (1864-1936).

- Matías Molina de la Poza , proboszcz parafii Sant'Andrea de Villanueva del Arzobispo (1896-1936).

- Vicente Francisco Vañó Crespo , wikariusz parafii Villanueva del Arzobispo (1892-1936).

- Cristóbal Muñoz González , kapelan przytułku w Villanueva del Arzobispo (1894-1936).

- Gonzalo Magaña Rodríguez , proboszcz parafii Cañada Catena (1899-1936).

### Grupa 6 (inne lokalizacje)
- Manuel Checa Martínez (1892-1936), proboszcz parafii Iznatora.

- Ildefonso Muñoz Pretel , laik (1895-1936).

- José González Roa , zastępca proboszcza parafii Santiago el Mayor w Jimena (1863-1936).

- Juan Pedro Roa Molina , proboszcz parafii San Giacomo Maggiore w Jimena (1863-1936).

- Francisco Ortega Espejo , proboszcz parafii San Juan Bautista w Los Villares (1876-1936).

- José María Ruiz Cruz , organista proboszcz katedry w Jaén (1870-1937).

- Francisco Palomares Vílchez , zastępca proboszcza parafii La Asunción w Villacarrillo (1881-1936).

- Francisco Moreno Arroyo , wikariusz parafii Jódar (1896-1936).

- Francisco Fernández Gavilán , ksiądz bez przydziału, zamieszkały w Quesada (1875-1936).

- Juan Morillo Torres , kapelan Sanktuarium Fuensanta w Huelma (1874-1936).

- Alfonso Navarrete Crespo , proboszcz parafii Albanchez de Úbeda (1877-1936).

- Diego Rodríguez Carrascosa , kapelan kolegiaty kasztelańskiej (1871-1936).

- Pedro Marín Martos , beneficjent katedry w Guadix (1902-1936).

- Juan de Dios Marín Masdemont , zastępca proboszcza parafii Vilches (1880-1936).

- Felipe Vallejos Molina , zastępca proboszcza parafii Porcuna (1891-1936).

- Pedro María Sandoica y Granados , świecki członek Apostolatu Modlitwy w Villargordo (1876-1936).

- José Martínez Torres , laik 1889-1936).

### Grupa 7 (Madryt)
- José María Marín Acuña , proboszcz parafii Rumblar-Zocueca (1893-1936).

- Juan Pablo García Vázquez , proboszcz parafii El Molar (1873-1936).

- Lorenzo Mora y Rojo , proboszcz parafii Peal de Becerro (1891-1936).

- Juan Ignacio Muñoz Nieto , zastępca proboszcza parafii Beas de Segura (1896-1936).

- Lucas Muñoz Bezares , proboszcz parafii Beas de Segura (1896-1936).

- Rogelio Rodero Matarán , zastępca proboszcza parafii Villacarrillo (1874-1936).

- Tomás Fernández Valenzuela , zastępca proboszcza parafii Beas de Segura (1908-1936).

- Teresa Basulto y Jiménez , osoba świecka (1872-1936).

- Mariano Martín Portela , laik (1871-1936).

- Ramón Rojo y Díaz de Cervantes , proboszcz Cazorla (1884-1936).

### Grupa 8 (Constantina)
- Manuel Heredia Torres , dyrektor Kolegium Matki Bożej z Robledo w Konstantynie (Sewilla) (1900-1936).

- Juan Heredia Torres , zastępca proboszcza Navas de San Juan (1891-1936).

### Grupa 9 (Iznalloz)
- Manuel Ureña Abolafia , proboszcz parafii Santa María w Torredonjimeno (1899-1936).

- Bernardo Ruiz Cano , członek Akcji Katolickiej (1909-1936).

## Proces beatyfikacyjny
20 czerwca 2025 papież Leon XIV podpisał dekret o męczeństwie 65 ofiar wojny domowej w Hiszpanii, co otwiera drogę do ich beatyfikacji, która odbędzie się wraz z beatyfikacją Manuela Izquierdo Izquierdo i 58 towarzyszy.